# Leo Sauer
Leo Sauer (Bratislava, 16 dicembre 2005) è un calciatore slovacco, attaccante del NAC Breda, in prestito dal Feyenoord, e della nazionale slovacca.

## Carriera
Sauer è cresciuto a Bratislava. Ha un fratello maggiore, Mario, anche lui calciatore professionista.

### Club
Ha iniziato la sua carriera allo Slovan Bratislava. Nell'estate 2018 si è trasferito allo Žilina. Ha debuttato in 2. Liga con la squadra B il 27 febbraio 2022 contro il Petržalka.
Nel 2022 si è unito in prestito al Feyenoord e nell'aprile 2023 ha firmato un contratto professionistico di tre anni con il club olandese. Il 20 agosto 2023 ha debuttato contro lo Sparta Rotterdam e ha segnato il gol del 2-2.

### Nazionale
Ha giocato con la Slovacchia Under-19 assieme a suo fratello. Entrambi sono stati selezionati dalla Slovacchia U-20 per il Campionato mondiale di calcio Under-20 2023.
Il 5 ottobre 2023 viene convocato per la prima volta in nazionale maggiore, con cui esordisce il 26 marzo 2024 nell'amichevole pareggiata 1-1 contro la Slovacchia, divenendone il più giovane esordiente.

## Statistiche

### Presenze e reti nei club
Statistiche aggiornate al 8 ottobre 2023.
| Stagione        | Squadra         | Campionato      | Campionato | Campionato | Coppe nazionali | Coppe nazionali | Coppe nazionali | Coppe continentali | Coppe continentali | Coppe continentali | Altre coppe | Altre coppe | Altre coppe | Totale | Totale | Totale |
| Stagione        | Squadra         | Comp            | Pres       | Reti       | Comp            | Pres            | Reti            | Comp               | Pres               | Reti               | Comp        | Pres        | Reti        | Pres   | Reti   |        |
| --------------- | --------------- | --------------- | ---------- | ---------- | --------------- | --------------- | --------------- | ------------------ | ------------------ | ------------------ | ----------- | ----------- | ----------- | ------ | ------ | ------ |
| 2021-2022       | Žilina II       | 2L              | 5          | 0          |                 | -               | -               |                    | -                  | -                  |             | -           | -           | 5      | 0      |        |
| 2023-2024       | Feyenoord       | ED              | 4          | 1          | CO              | 0               | 0               | UCL                | 1                  | 0                  | SO          | 0           | 0           | 5      | 1      |        |
| Totale carriera | Totale carriera | Totale carriera | 9          | 1          |                 | 0               | 0               |                    | 1                  | 0                  |             | 0           | 0           | 10     | 1      |        |

### Cronologia presenze e reti in nazionale
| Cronologia completa delle presenze e delle reti in nazionale ― Slovacchia | Cronologia completa delle presenze e delle reti in nazionale ― Slovacchia | Cronologia completa delle presenze e delle reti in nazionale ― Slovacchia | Cronologia completa delle presenze e delle reti in nazionale ― Slovacchia | Cronologia completa delle presenze e delle reti in nazionale ― Slovacchia | Cronologia completa delle presenze e delle reti in nazionale ― Slovacchia | Cronologia completa delle presenze e delle reti in nazionale ― Slovacchia | Cronologia completa delle presenze e delle reti in nazionale ― Slovacchia |
| Data                                                                      | Città                                                                     | In casa                                                                   | Risultato                                                                 | Ospiti                                                                    | Competizione                                                              | Reti                                                                      | Note                                                                      |
| ------------------------------------------------------------------------- | ------------------------------------------------------------------------- | ------------------------------------------------------------------------- | ------------------------------------------------------------------------- | ------------------------------------------------------------------------- | ------------------------------------------------------------------------- | ------------------------------------------------------------------------- | ------------------------------------------------------------------------- |
| 26-3-2024                                                                 | Oslo                                                                      | Norvegia                                                                  | 1 – 1                                                                     | Slovacchia                                                                | Amichevole                                                                | -                                                                         | 83’                                                                       |
| 5-6-2024                                                                  | Vienna                                                                    | Slovacchia                                                                | 4 – 0                                                                     | San Marino                                                                | Amichevole                                                                | -                                                                         | 46’                                                                       |
| 21-6-2024                                                                 | Düsseldorf                                                                | Slovacchia                                                                | 1 – 2                                                                     | Ucraina                                                                   | Euro 2024 - 1º turno                                                      | -                                                                         | 86’                                                                       |
| 19-11-2024                                                                | Bratislava                                                                | Slovacchia                                                                | 1 – 0                                                                     | Estonia                                                                   | UEFA Nations League 2024-2025 - 1º turno                                  | -                                                                         | 60’ 90+4’                                                                 |
| Totale                                                                    |                                                                           | Presenze                                                                  | 4                                                                         |                                                                           | Reti                                                                      | 0                                                                         |                                                                           |